# Villa Hrdlička
Villa Hrdlička, původně Villa Altschul, je secesní vila v České Lípě v Libereckém kraji. Vila se nachází na Děčínské ulici blíže k městskému centru naproti rozlehlé budově okresního soudu.

## Historie
Výstavba vily je spjatá s historií českolipské židovské komunity a jejích významných představitelů. Vilu nechal postavit v roce 1898 továrník Moritz Altschul z českolipské rodiny Altschulů. Altschulové byli příslušníky rozvětvené rodiny obchodníků a podnikatelů, která pocházela ze sousední Lužice a jejíž někteří příslušníci se v 18. století usadili v České Lípě. Přibližně ve stejné době jako vila byl na protější straně cesty do Dolní Libchavy postavena budova krajského soudu, která byla až do výstavby nové českolipské nemocnice největší budovou ve městě.
V roce 1940 německé orgány vilu zkonfiskovaly jako židovský majetek. Po skončení druhé světové války pro změnu vilu zabavily československé orgány jako majetek německý. Vila byla znárodněna a až do konce roku 1989 v ní sídlil Okresní dům pionýrů a mládeže a sloužila též jako sídlo spořitelny.
Poslední dědičkou majetku Altschulů byla Emilíe Altschul, provdaná za advokáta Ericha Weisse (1911–1988). Emilie zahynula v Bergen-Belsenu, Erich Weiss jako jediný z rodiny přežil věznění v koncentračním táboře a po válce usiloval o vrácení majetku, leč marně.
Od 90. let 20. století budova chátrala, než ji získala pražská firma HRDLIČKA spol. s r. o. , která v letech 2008–2011 vilu zrekonstruovala a obnovila její secesní podobu. Po dokončení rekonstrukce začala vila sloužit pro pořádání společenských a kulturních akcí.

## Popis
Místo, které vybral majitel českolipské textilní továrny Moritz I. H. Altschul pro výstavbu vily, kterou chtěl věnovat své ženě Carolině, bylo ještě koncem 19. století prakticky mimo město. Na západě městská zástavba končila za augustiniánským klášterem v ulici Wiedenstrasse (dnes Paní Zdislavy), dále pokračovaly jen cesty na Holý vrch a do Dolní Libchavy, nynější Děčínská ulice neexistovala. Ještě před výstavbou vily Altschul a budovy krajského soudu byla však na křižovatce zmíněných cest již v roce 1882 vybudována vila místního stavitele Josefa Posselta.
Autorem projektu vily Altschul byl žitavský architekt Hugo Müller, výstavby se ujal českolipský stavitel Josef Kreissl. Josef Kreissl později ve městě uplatnil i vlastní architektonické návrhy, ať už šlo o výstavbu některých domů v Arbesově ulici či hotelu Bahnhof nedaleko hlavního nádraží.
Podle původního projektu měl být na fasádě Altschulovy vily pod střešní římsou umístěn kaligrafický nápis „Villa Carolina“, odkazující na jméno majitelky nemovitosti, avšak nakonec tento návrh nebyl realizován a místo něj byl na průčelí nápis „Villa Altschul“. Patrová vila s mansardovou střechou byla vybudována na téměř čtvercovém půdorysu o rozměrech 17,5 krát 16,7 metru. K průčelí domu byla na severovýchodní straně přistavěna hranolová věž a na jihovýchodním nároží zimní zahrada, jejíž současná podoba však pochází až ze dvacátých let 20. století. Součástí areálu byly také stáje a přístřešek pro kočár. Členění interiéru vily odpovídalo rezidenční a společenské funkci budovy. Kromě obytných a reprezentačních prostor zde bylo také příslušné zázemí, včetně kuchyně, provozních místností a sklepních bytů pro služebnictvo.

## Galerie

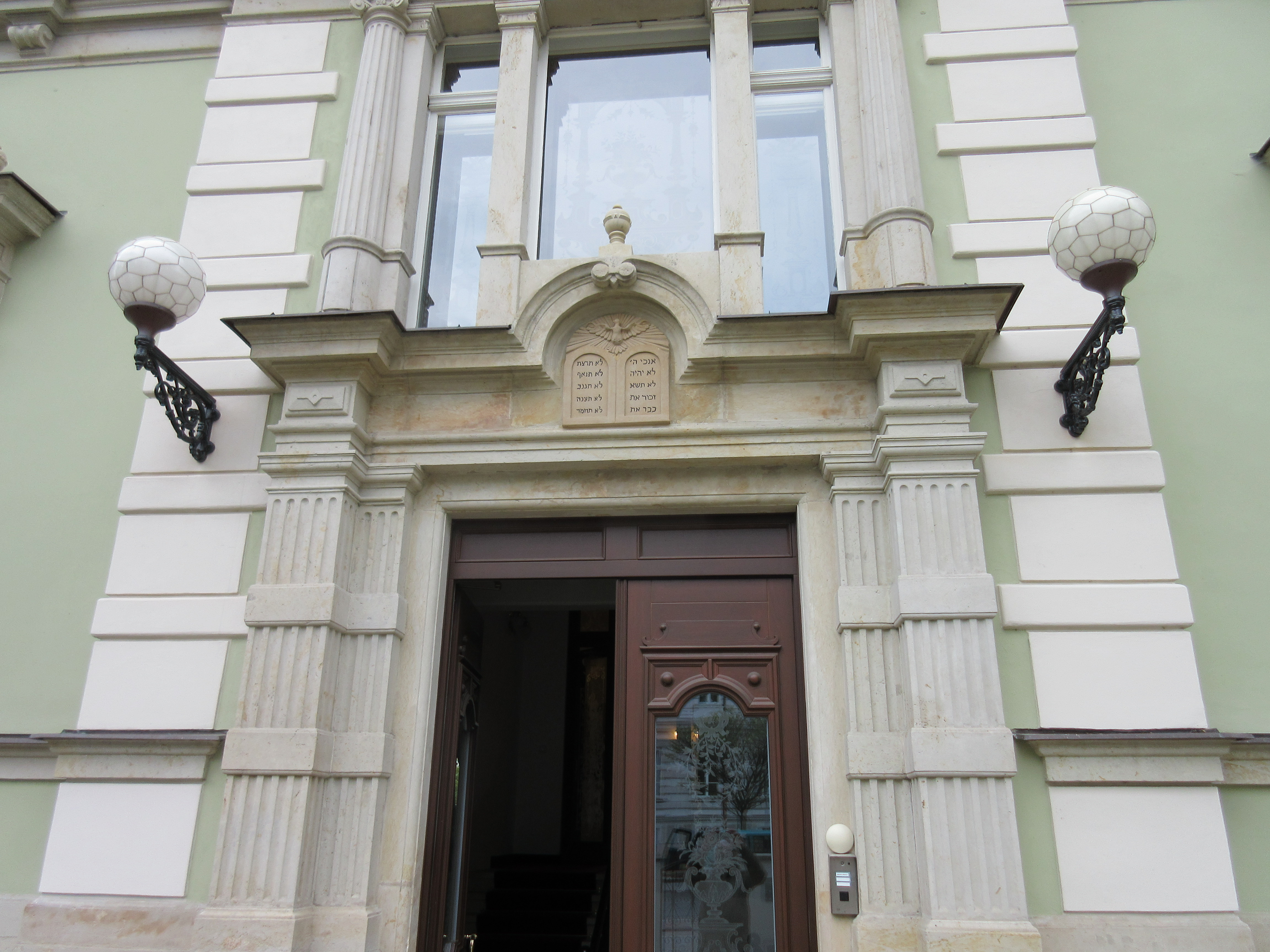
Vchod do vily
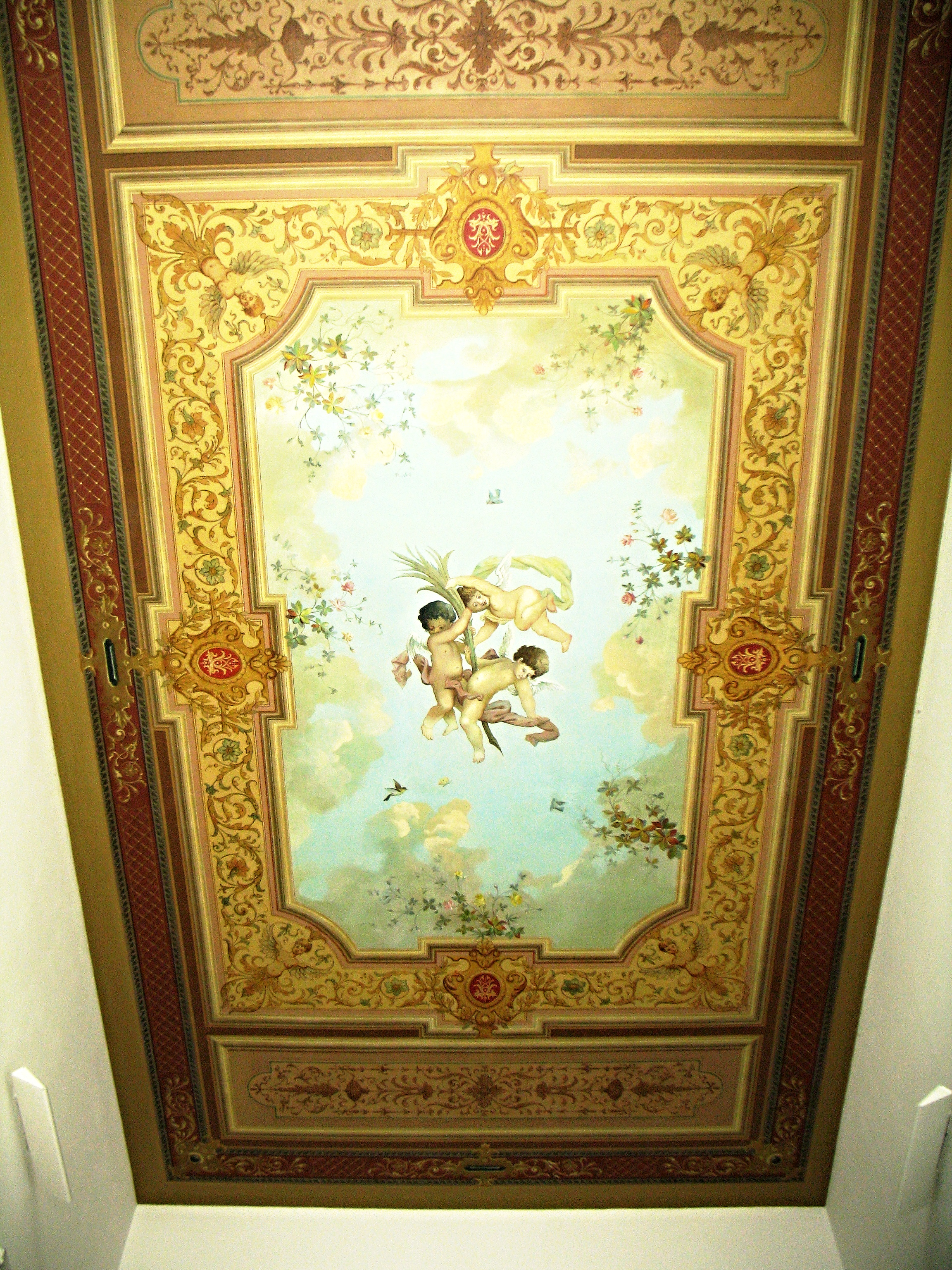
Výzdoba stropu nad schodištěm
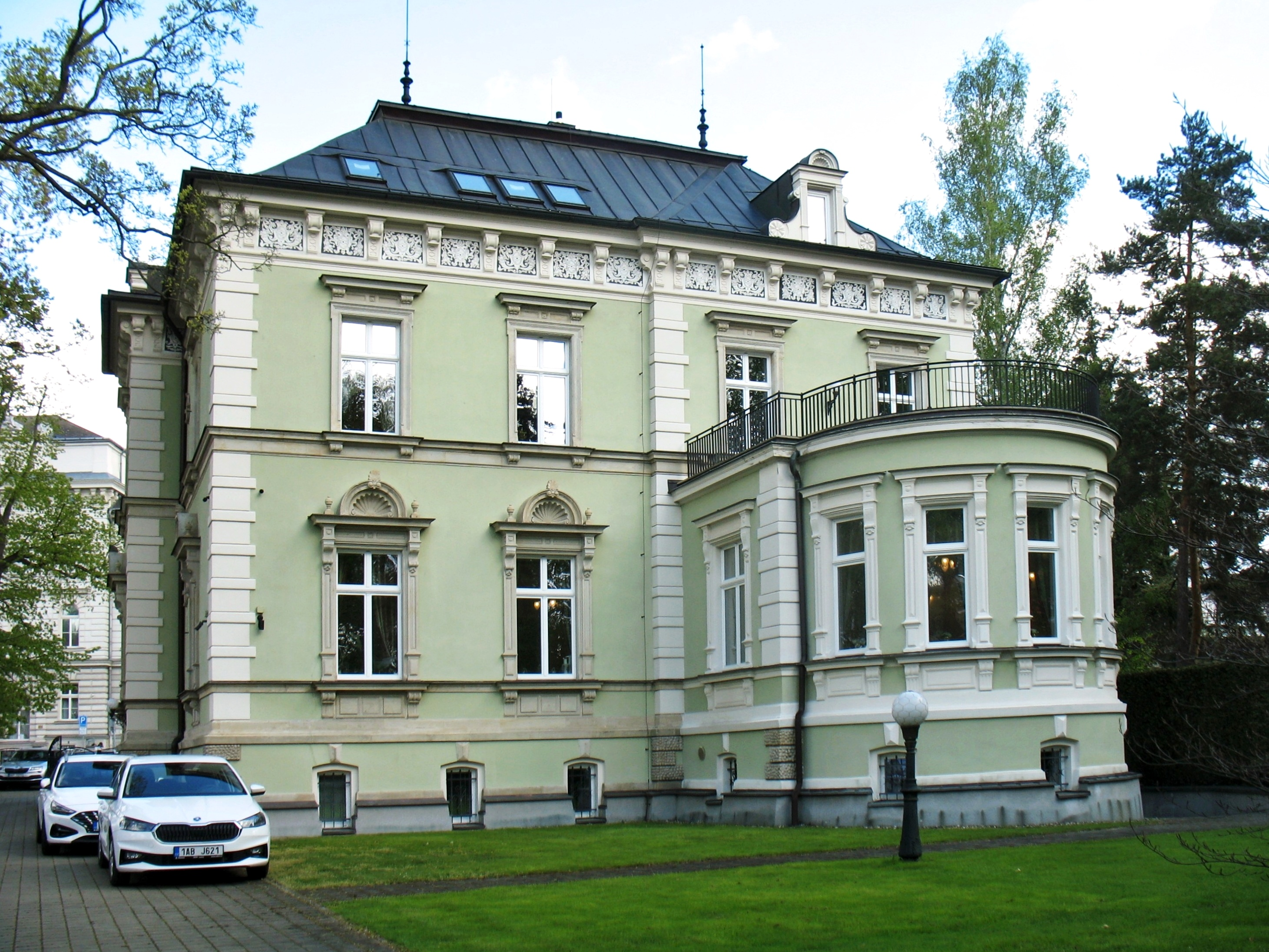
Pohled od jihu ze zahrady
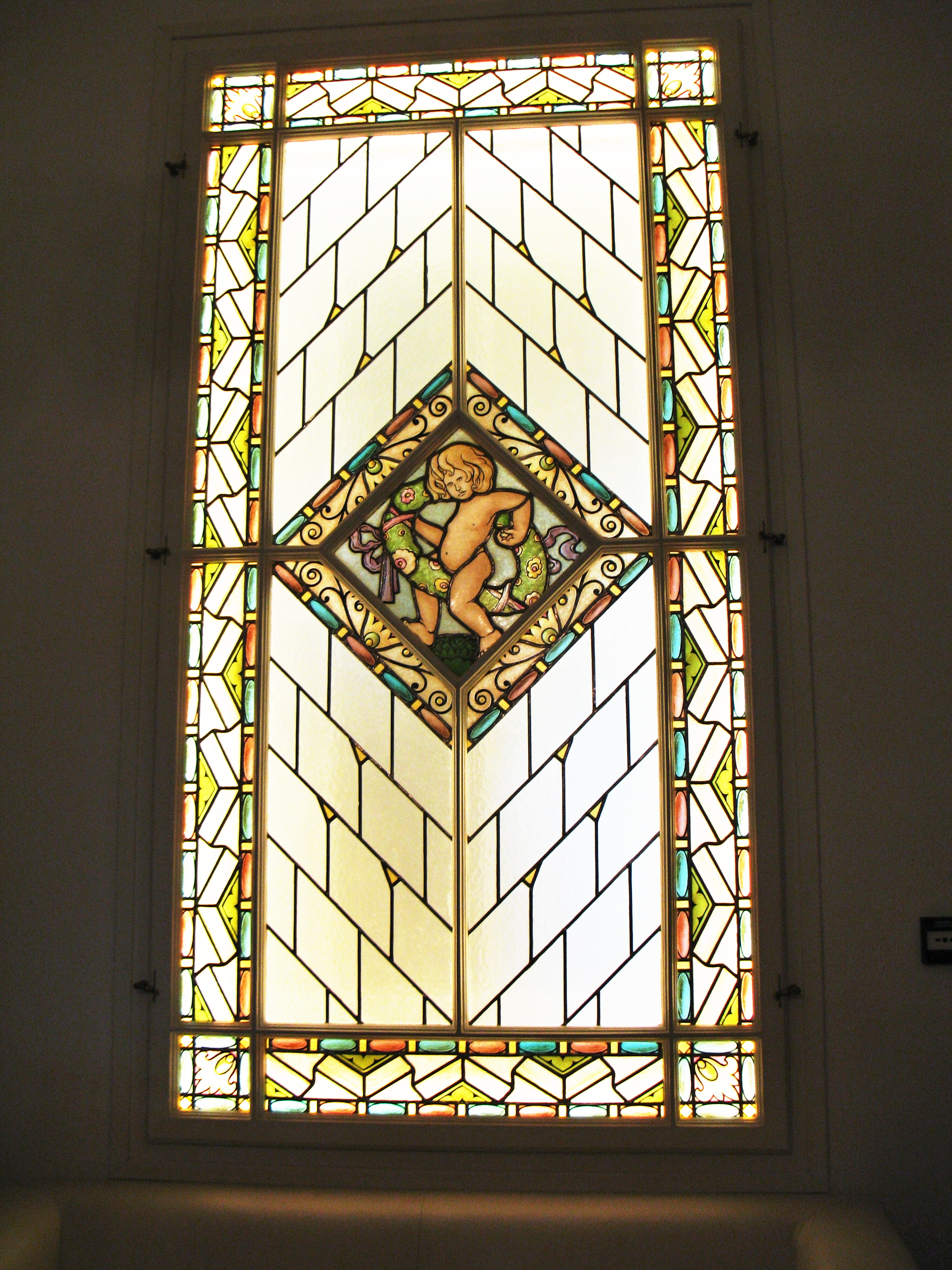
Vitráž v 1. poschodí
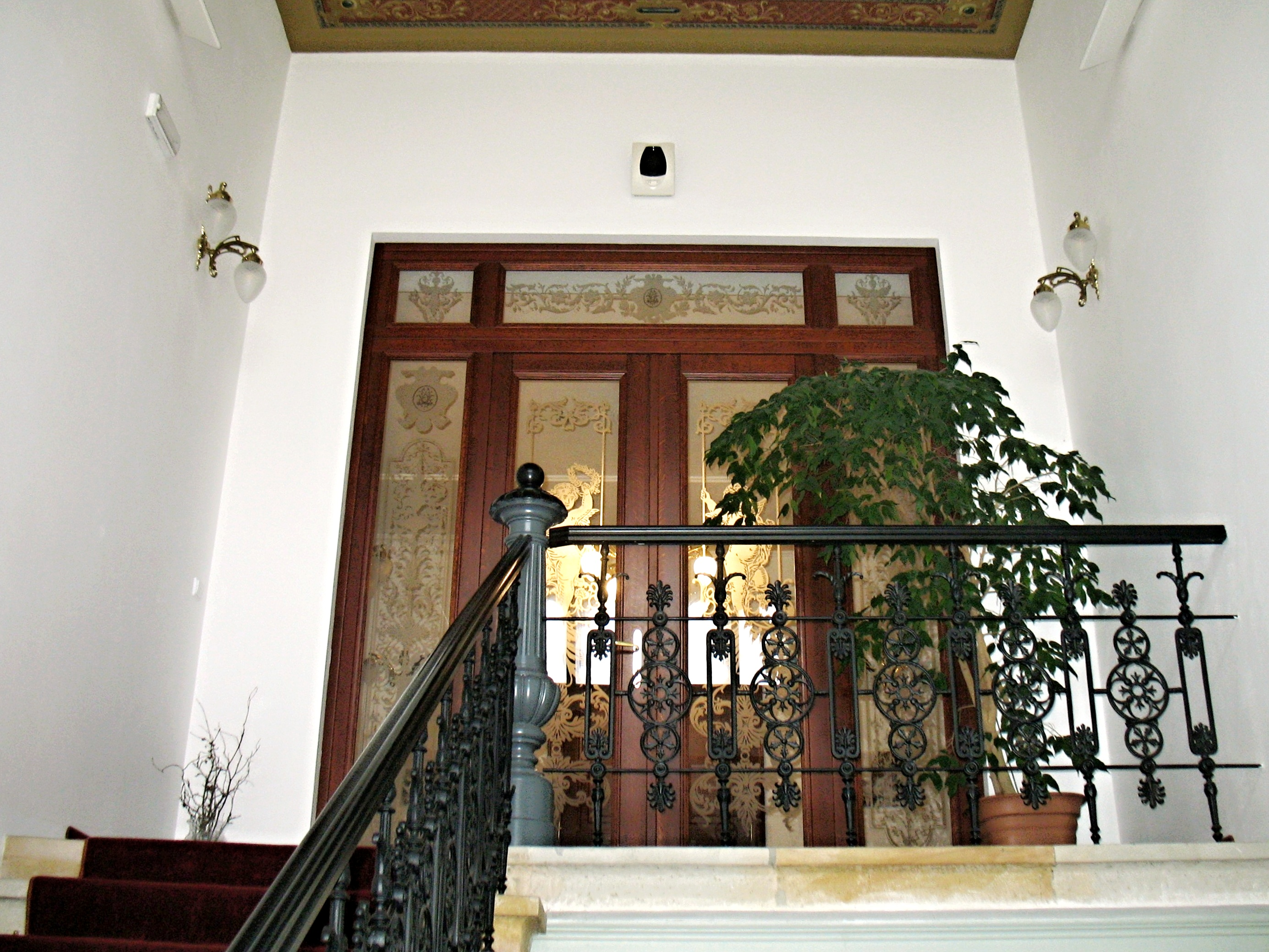
Schodiště do 1. patra